# Iraanse monarchie
Een van de langst durende monarchieën was de Iraanse monarchie. Deze onderging vele veranderingen door de eeuwen heen, van de dagen van Perzië tot de creatie van het moderne Iran.
De erfelijke leider van de Iraanse monarchie was de sjah, wiens rang gelijkgesteld was aan die van keizer. Gedurende het grootste deel van haar bestaan was de Iraanse monarchie een absolute monarchie, hoewel er pogingen waren om er een constitutionele monarchie van te maken in het begin van de twintigste eeuw en na de Tweede Wereldoorlog.
De moderne Iraanse monarchie ontstond in 1502, toen de Safavid-dynastie aan de macht kwam onder Sjah Ismail I, waardoor het zogenaamde "vierde tijdperk" van politieke fragmentatie tot een einde kwam. De monarchie werd opgeheven in 1979 toen de revolutie geleid door ayatollah Khomeini sjah Mohammad Reza Pahlavi onttroonde en naar het buitenland verdreef. De islamitische republiek kwam hiervoor in de plaats.

## Pre-Islamitische Iraanse monarchieën
Dynastie der Achaemeniden
- Cyrus de Grote, 559-530 v.Chr.
- Cambyses II, 529-522 v.Chr.
- Bardiya (Smerdis) 521 v.Chr (7 maanden)
- Darius de Grote 521-486 v.Chr
- Xerxes de Grote 485-465 v.Chr
- Sjah Artaxerxes I 465-424 v.Chr
- Sjah Xerxes II 424-423 v.Chr (45 dagen)
- Sogdianus 423 v.Chr (6 maanden)
- Sjah Darius II 423-404 v.Chr
- Artaxerxes II 404-358 v.Chr
- Sjahansjah Artaxerxes III 358-338 v.Chr
- Sjah Arses 338-336 v.Chr
- Sjah Darius III 380-330 v.Chr

Dynastie der Argaeden (Grieken/Macedoniërs)
- Alexander de Grote 330-323 v.Chr (Als Sjah van Perzië)
- Philippus III 323-317 v.Chr
- Alexander IV 323-309 v.Chr

Dynastie der Sassanieden
- Sjah Ardashir I 224-242
- Sjah Sjapoer I 240-270
- Sjah Hormazd I 270-271
- Sjah Bahram I 271-274
- Sjah Bahram II 274-293
- Sjah Bahram III 293-293
- Sjah Narseh I 293-302
- Sjah Hormazd II 302-309
- Sjah Adhur Narseh 309-309
- Sjah Sjapoer II 309-379
- Sjah Aradshir II 379-383
- Sjah Sjapoer III 383-388
- Sjah Bahram IV 388-399
- Sjah Yazdegard I 399-420
- Sjah Bahram V 420-438
- Sjah Yazdegard II 438-457
- Sjah Hormazd III 457-459
- Sjah Peroz I 459-484
- Sjah Valash I 484-488
- Sjah Kavad I 488-496
- Sjah Djamasp I 496-498
- Sjah Kavad I 498-531
- Sjah Khusro I 531-579
- Sjah Hormazd IV 579-590
- Sjah Khusro II 590-628
- Sjah Kavad II 628-628
- Sjah Ardashir II 628-629
- Sjah Khusro III 630-630
- Sjahbanu Boran 629-630 631-632
- Sjah Sjapoer-i Sjahrvaraz 630
- Sjah Peroz II 630
- Sjahbanu Azarmidokht 630-631
- Sjah Khusro IV 631
- Sjah Hormazd IV 631
- Sjah Yazdegard III 632-651

## Iraanse monarchen sinds 1502

### Dynastie van de Safawiden
Zie: Safawiden
- Ismail I, 1502-1524
- Tahmasp I, 1524-1576
- Ismail II, 1576-1578
- Mohammed Khodabanda, 1578-1588
- Abbas I de Grote, 1588-1629
- Safi, 1629-1642
- Abbas II , 1642-1666
- Suleiman, 1666-1694
- Hoessein, 1694-1722
- Tahmasp II, 1722-1732
- Abbas III, 1732-1736

### Dynastie van de Afshariden
Zie: Afshariden
- Nader Sjah, 1736-1747
- Adil, 1747-1748
- Rukh, 1748-1749
- Ibrahim, 1748-1749

### Zand-dynastie
Zie: Zand-dynastie
- Karim Sjah, 1750-1779
- Abul Fath, 1779
- Ali Murad, 1779
- Sadiq, 1779-1782
- Ali Murad (2e keer), 1782-1785
- Jafar, 1785-1789
- Lotf Ali Khan, 1789-1794

### Dynastie van de Kadjaren
Zie: Kadjaren
- Aga Mohammed, 1779-1797
- Baba Khan, 1797
- Fath Ali, 1797-1834
- Mohammad Shah, 1834-1848
- Nasir Ed-Din, 1848-1896
- Muzaffar Ed-Din, 1896-1907
- Mohammad Ali Qajar, 1907-1909
- Ahmed Shah, 1909-1925

### Pahlavi Dynastie
- Mirza Reza Pahlavi, 1925-1941
- Mohammed Reza Pahlavi, 1941-1979